# Apsisaurus witteri
L'apsisauro (Apsisaurus witteri) è un tetrapode estinto, appartenente ai pelicosauri. Visse nel Permiano inferiore (circa 280 milioni di anni fa) e i suoi resti fossili sono stati ritrovati in Nordamerica.

## Descrizione
Questo animale è noto grazie all'olotipo (MCZ 1474), uno scheletro parziale comprendente un cranio incompleto e le mandibole. Il cranio non doveva essere lungo più di 5 centimetri. Doveva essere un piccolo rettile simile a una lucertola, non più lungo di mezzo metro, dotato di denti ricurvi e aguzzi. L'orbita era molto ampia, così come la finestra laterale temporale; era inoltre presente una finestra suborbitale. 

## Classificazione
Questo animale venne descritto per la prima volta nel 1991, sulla base di fossili ritrovati nella formazione Archer City (Wichita Group), in Texas. Inizialmente, sulla base della presenza di una finestra temporale laterale e di una finestra suborbitale, venne ritenuto un rappresentante dei rettili diapsidi, in particolare del gruppo noto come eosuchi. Successivi esami del fossile (Reisz et al., 2010) hanno permesso di riconoscere Apsisaurus come un membro dei varanopseidi, un gruppo di pelicosauri di dimensioni medio - piccole, vicini alla linea evolutiva che in seguito portò ai mammiferi. Apsisaurus, in particolare, è ritenuto essere un membro piuttosto basale del gruppo. Secondo lo studio, i varanopseidi sinapsidi e i rettili diapsidi, pur non essendo strettamente imparentati fra di loro, acquisirono indipendentemente somiglianze nella morfologia, che hanno in passato condotto gli scienziati a errori di interpretazione dei fossili. Di seguito è rappresentato un cladogramma che mostra la posizione di Apsisaurus all'interno dei varanopseidi (Reisz et al., 2010):
|  | Apsisaurus                                                                                   |
|  |                                                                                              |
|  | \| \| Mesenosaurus \| \| \| \| \| \| Mycterosaurus \| \| \| \| \| \| Varanopinae \| \| \| \| |
|  |                                                                                              |
|  | Mesenosaurus                                                                                 |
|  |                                                                                              |
|  | Mycterosaurus                                                                                |
|  |                                                                                              |
|  | Varanopinae                                                                                  |
|  |                                                                                              |

|  | Mesenosaurus  |
|  |               |
|  | Mycterosaurus |
|  |               |
|  | Varanopinae   |
|  |               |

|  | Apsisaurus                                                                                   |
|  |                                                                                              |
|  | \| \| Mesenosaurus \| \| \| \| \| \| Mycterosaurus \| \| \| \| \| \| Varanopinae \| \| \| \| |
|  |                                                                                              |
|  | Mesenosaurus                                                                                 |
|  |                                                                                              |
|  | Mycterosaurus                                                                                |
|  |                                                                                              |
|  | Varanopinae                                                                                  |
|  |                                                                                              |

|  | Mesenosaurus  |
|  |               |
|  | Mycterosaurus |
|  |               |
|  | Varanopinae   |
|  |               |